# 糙叶树
糙叶树（学名：Aphananthe aspera）是大麻科糙叶树属的植物。

## 形态
落叶乔木，高达20米；叶卵形，三出脉，边缘具单锯齿，上下两面密被平伏的硬毛，上面在毛脱落后仍粗糙。春季开淡绿色小花，花单性，雌雄同株；雄花成伞房花序，生于新枝基部的叶腋；雌花单生新枝上部的叶腋；雄蕊与花被片同数。核果近球形或卵球形，长8-10毫米，紫黑色。

## 分布
分布在台湾、朝鲜、日本、越南以及中国大陆的湖北、广东、江苏、湖南、广西、江西、浙江、贵州、四川、山东、山西、安徽、福建、云南等地，生长于海拔500米至1,000米的地区，多生长在山谷和溪边林中，目前尚未由人工引种栽培。